# 李白墓
李白墓，是唐代诗人、“诗仙”李白的墓地，位于安徽省马鞍山市当涂县城东南的青山西麓。

## 历史
唐宝应元年（762年），李白去世，时为当涂（今安徽省当涂县）县令的李阳冰将他葬于城南龙山东麓。据谷氏族谱记载，其先祖谷兰馨同李白结为好友，谷兰馨离世之前交代子孙，李白的遗骸可葬于谷家的土地上，并要求子孙后代照看李白之墓。唐元和十二年（817年），李白生前的好友范作之子范传正与时任当涂县令诸葛纵合力迁葬于与龙山相对的青山脚下的谷家村旁，东以谷氏为邻，此后谷家人就成了李白的守墓人。

据官方记载，1938年7月，抗日战争时期，青山脚下的谷家村曾遭到日军空袭，太白祠、享堂、谷家祠堂都毁于炮火，历代名人拜谒诗仙的碑刻部分炸毁，李白墓也有部分坍塌。1954年，安徽省公布李白墓为省重点文物保护单位。文化大革命时期，一群红卫兵要“破四旧”，欲砸李白墓，谷氏族人60多人前来守护李白墓地，保住了李白墓园。1979年，当涂县委、县政府拨款重修李白墓、太白祠等。

## 衣冠冢
除马鞍山市当涂县李白墓外，在马鞍山市西部的长江东岸采石矶，历代建有太白楼、青莲祠、捉月台、李白衣冠墓。相传为李白酒醉捉月溺死处，曾是李白真身墓地。文革期间（1966-1976年），1972年因采石小学学生在操场推铅球，李白衣冠墓的宋代墓碑“唐李翰林衣冠墓”受损断裂、后下落不明（一说墓碑断裂时间为1962年，文革期间不翼而飞）。1972年，墓地也被迁至翠螺山南坡上，称李白衣冠冢，又请书法家林散之新题写碑铭 “唐诗人李白衣冠冢”。
唐元和十三年（818年）春夏之間，诗人白居易作《李白墓》一诗：
石江边李白坟，绕田无限草连云。
可怜荒垄穷泉骨，曾有惊天动地文。
但是诗人多薄命，就中沦落不过君。
但是静永健認為白居易本人可能並未曾親自前往李白墓。因為自白居易离开长安到离任浔阳共有作品三百八十余首，除《李白墓》外，沒有一首指出他曾去過当涂。且白居易在創作《青冢》時也沒去看過王昭君墓，所以在寫《李白墓》時也未必要去過當塗。而據朱金城《白居易研究》中「採石江邊李白墳辯疑」一文，采石江邊的墳或許是衣冠冢，芳村弘道則認為白居易是「詠想象中李白墓之作」。